# Rue Auguste De Boeck
La rue Auguste De Boeck (en néerlandais: August De Boeckstraat) est une rue bruxelloise de la commune d'Evere qui va de la rue du Tilleul à l'avenue Léopold III. La voie d'accès vers le zoning industriel qui longe l'ancienne gare de Schaerbeek-Josaphat porte également le nom de rue Auguste De Boeck jusqu'à la jonction avec la commune de Schaerbeek où elle prend le nom de boulevard Général Wahis.
La rue porte le nom d'un compositeur, organiste et pédagogue musical belge, Auguste De Boeck, né le 9 mai 1865 et décédé le 9 octobre 1937.